# Staffansbosjön
Staffansbosjön är en sjö i Ljungby kommun i Småland och ingår i Helge ås huvudavrinningsområde. Sjön är 5,4 meter djup, har en yta på 0,364 kvadratkilometer och befinner sig 154 meter över havet.

## Delavrinningsområde
Staffansbosjön ingår i det delavrinningsområde (630674-140019) som SMHI kallar för Mynnar i Ryssbysjön. Medelhöjden är 166 meter över havet och ytan är 61,64 kvadratkilometer. Det finns ett avrinningsområde uppströms, och räknas det in blir den ackumulerade arean 75,73 kvadratkilometer. Ljungabäcken som avvattnar avrinningsområdet har biflödesordning 3, vilket innebär att vattnet flödar genom totalt 3 vattendrag innan det når havet efter 167 kilometer. Avrinningsområdet består mestadels av skog (70 %) och jordbruk (14 %). Avrinningsområdet har 0,36 kvadratkilometer vattenytor vilket ger det en sjöprocent på 0,6 %. Bebyggelsen i området täcker en yta av 0,52 kvadratkilometer eller 1 % av avrinningsområdet.